# Hans Richter (Gleitflugpionier)
Hans Ernst Otto Richter (* 8. Juni 1891 in Berlin; † 24. April 1945 in Berlin-Blankenburg) war ein deutscher Gleitflugpionier und Zauberkünstler (Künstlername Ernin).

## Leben
Richter unternahm 1908 als Gymnasiast in Swinemünde erste Gleitflugversuche. Ab 1910 konstruierte er verschiedene Gleitflugzeuge (Hängegleiter), mit denen er Schauflüge u. a. auf den Flugplätzen in Johannisthal und Stölln bei Rhinow ausführte. Dort teste er unter anderem einen von ihm erworbenen, von Waldemar Geest entwickelten Gleitflieger, die „Weih“. Ab 1912 wurde Richter zum Flugzeugführer ausgebildet und diente im Ersten Weltkrieg bei verschiedenen Feldfliegerabteilungen. Nach seiner Dienstuntauglichkeit ließ er sich von Friedrich Wilhelm Conrad Horster zum Zauberkünstler ausbilden und nahm den Künstlernamen Ernin an.
Ab 1923 baute er sechs Rekonstruktionen der Flugapparate Otto Lilienthals für Museen in Anklam, Berlin, München, Meudon u. a. 1924 drehte Richter mit ihm selbst als Lilienthal-Darsteller und seiner Rekonstruktion von dessen Flugapparat einen Stummfilm mit dem Titel Otto Lilienthal, der Altmeister der Fliegekunst
Im März 1936 trat Hans Richter unter dem Bühnennamen Ernin im Chemnitzer Kabarett Libelle auf. Hier zeigte er das Verwandeln eines Handschuhs, von riesengroß zu ganz klein, ein Vier-Ass-Kartenkunststück mit regulären Spielkarten, die Geistertafeln und einige Kartenmanipulationen.
In den letzten Kriegstagen 1945 erschoss er in seiner Wohnung in Berlin-Blankenburg zunächst seine zweite Ehefrau Gerda geb. Franke und dann sich selbst.